# Hydraena simonidea
Hydraena simonidea är en skalbaggsart som beskrevs av Armand D'Orchymont 1931. Hydraena simonidea ingår i släktet Hydraena och familjen vattenbrynsbaggar. Inga underarter finns listade i Catalogue of Life.